# Lamarck (cràter)
Lamarck és un cràter d'impacte situat a la part sud-oest de la Lluna. La part nord del cràter està coberta pel cràter Darwin. Al sud-est hi ha Byrgius.

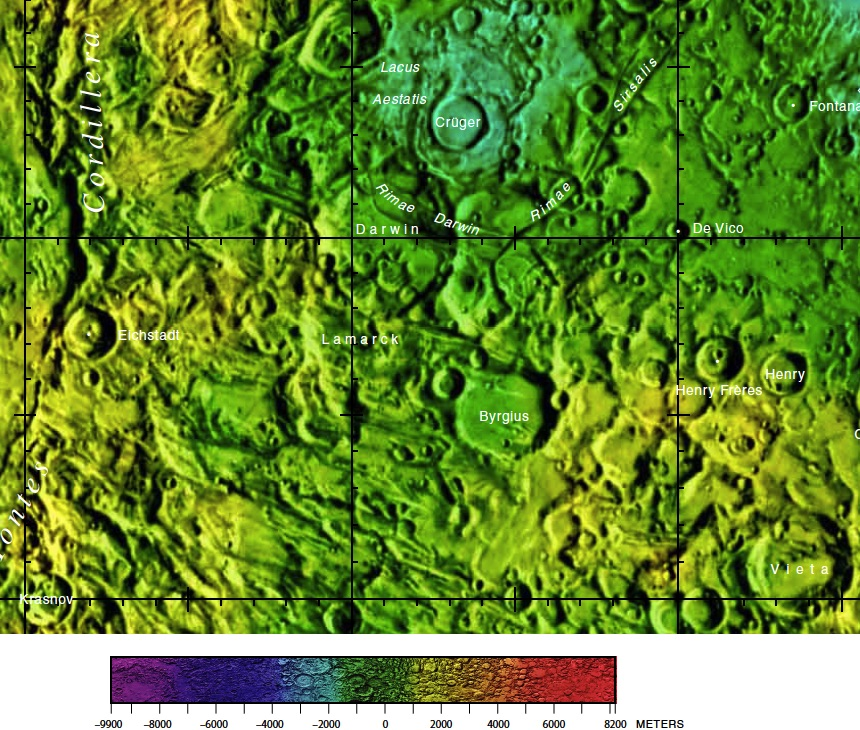
Localització de Lamarck (centre de la imatge)
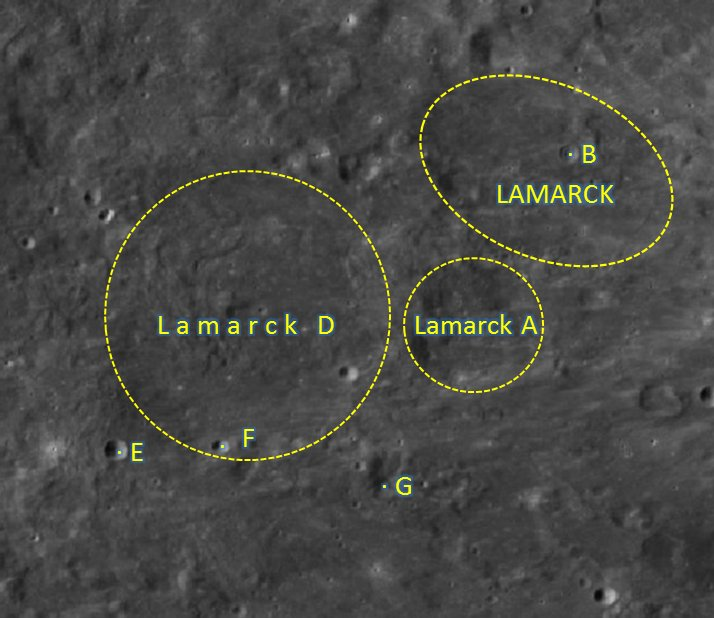
Cràters satèl·lit

La paret externa d'aquesta formació ha estat fortament danyada pels impactes posteriors, deixant una vora desintegrada que forma una cresta baixa i irregular a la superfície. Parts del cràter també estan cobertes per materials ejectats de la conca de la Mare Orientale, situada cap a l'est. El tret més destacable al seu interior és el minúscul cràter d'impacte Lamarck B, amb forma de bol. La resta del sòl forma una plana ondulada i desigual.

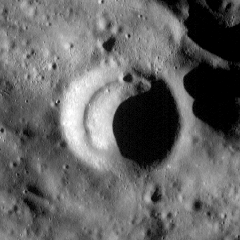
Lamarck B
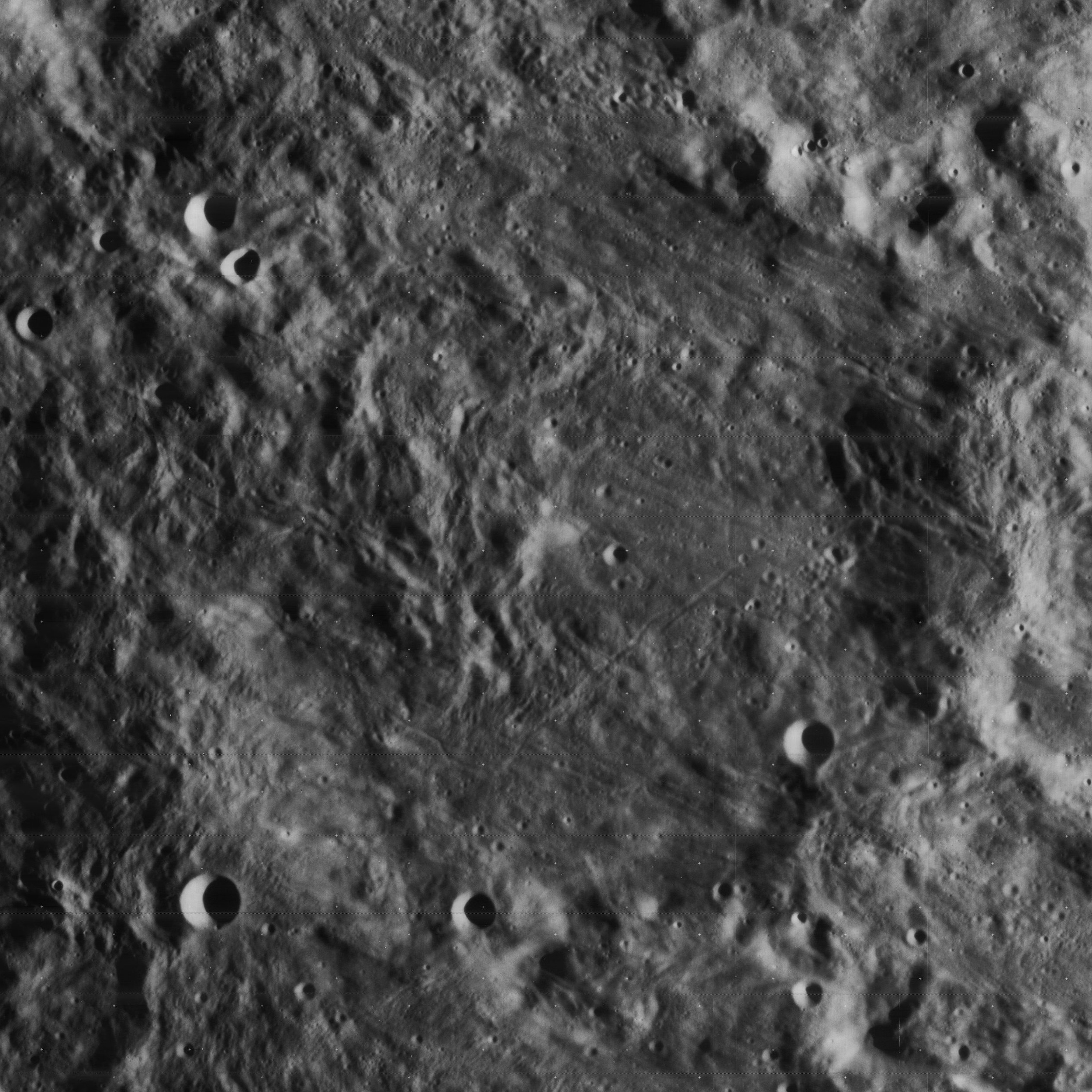
Lamarck D

A la vora sud-oest hi ha Lamarck A, un cràter gran però igualment desintegrat. Lamarck D és una enorme formació que es troba a l'oest de Lamarck A, encara que amb prou feines reconeixible com un cràter.

## Cràters satèl·lit
Per convenció aquests elements són identificats en els mapes lunars posant la lletra en el costat del punt central del cràter que està més proper a Lamarck.
| Lamarck | Coordenades                          | Diàmetre |
| ------- | ------------------------------------ | -------- |
| A       | 25° 12′ S, 70° 48′ O / 25.2°S,70.8°O | 51 km    |
| B       | 22° 48′ S, 69° 42′ O / 22.8°S,69.7°O | 7 km     |
| D       | 25° 00′ S, 74° 06′ O / 25.0°S,74.1°O | 131 km   |
| E       | 26° 48′ S, 75° 42′ O / 26.8°S,75.7°O | 9 km     |
| F       | 27° 00′ S, 73° 54′ O / 27.0°S,73.9°O | 9 km     |
| G       | 27° 06′ S, 72° 06′ O / 27.1°S,72.1°O | 15 km    |